# Lásky hra osudná
Lásky hra osudná je jednoaktová divadelní hra Karla Čapka a jeho bratra Josefa Čapka. Hra byla napsána roku 1910 a poprvé vyšla rozdělena na tři části v časopise Lumír roku 1911. Hlavní inspirací byla komedie dell'arte; z té jsou zachovány především typy charakteristické pro tento typ lidového divadla.

Roku 1922 zkomponoval podle této hry stejnojmennou operu skladatel Zdeněk Folprecht.

## Příběh
Hlavním motivem hry je souboj tří nápadníků (Peppe Nappa zvaný Gilles alias Gracioso, Trivalin a Scaramouche) o krásnou, přelétavou Isabellu; tu hlídá její macecha a snaží se mít ze své pastorkyně největší prospěch.

## Recenze
Radmila Hrdinová (Právo) ohodnotila 90 % kus v podání souboru Divadla MA režisérky Marianny Arzumanové, jak jej zahráli v srpnu 2023 v prostoru grotty na Grébovce.